# 109 (건축물)

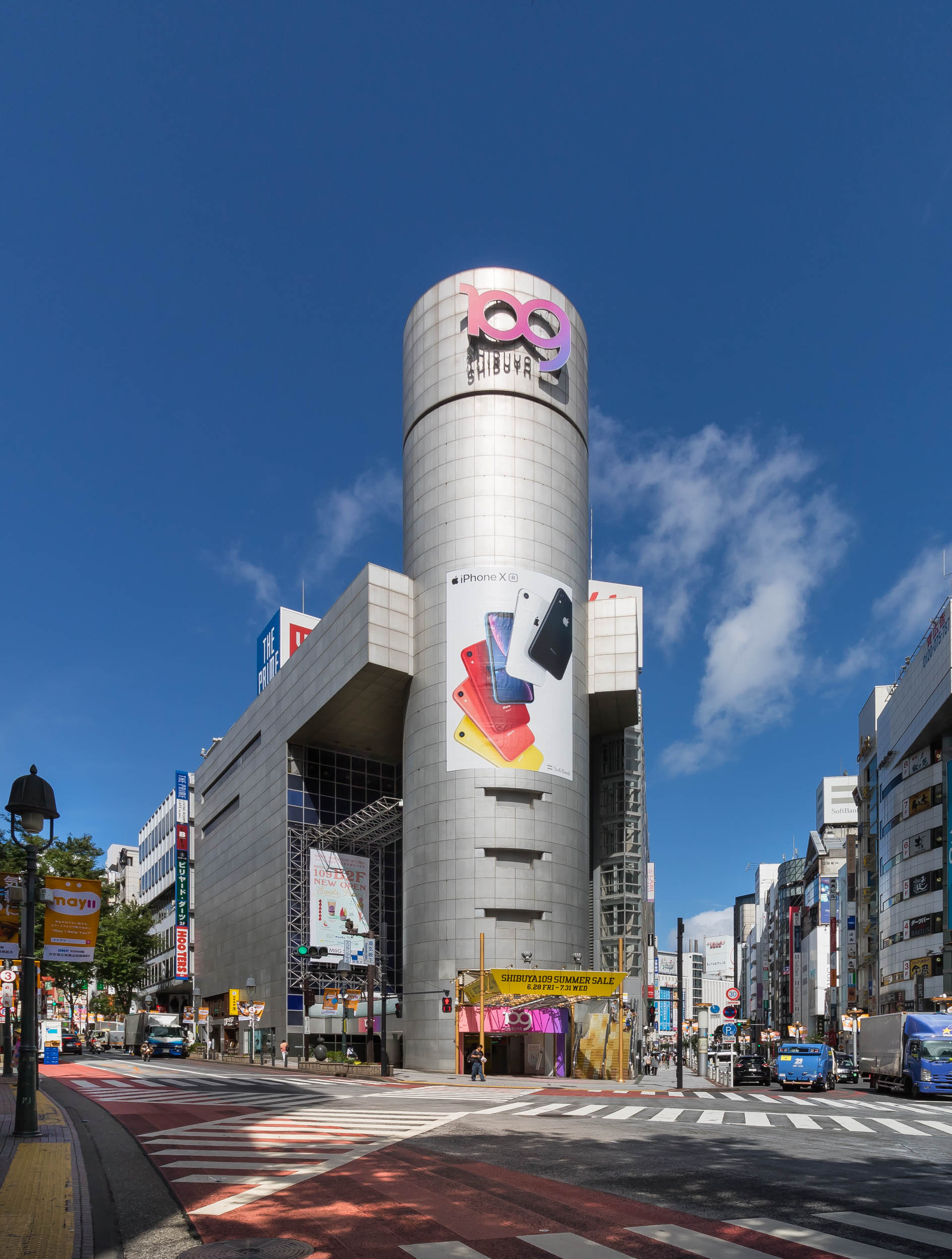
SHIBUYA 109

109(일본어: イチマルキュー 이치마루큐[*])는 도쿄 급행 전철의 완전자회사인 도쿄 몰즈 디벨로먼트(TMD)가 경영하는 패션 빌딩의 이름이다. 도큐 포인트 가맹점이기도 하다. 이곳은 대한민국의 가수인 보아가 발매된 2집 음반인 'NO.1'의 촬영지이기도 하다.

## 명칭의 유래와 읽는 방법
유래는 모회사인 ‘도쿄 급행’의 준말인 동급(일본어: 東急, とうきゅう 토큐[*])를 숫자로 읽으면 ‘10(일본어: 十 토오[*])’과 ‘9(일본어: きゅう 큐[*])’라는 숫자로 나눌 수 있으며, 합치면 ‘109’가 되는 것이다. 그리고 읽을 때는 하나씩 숫자를 나눠서 ‘1-0-9’→ ‘이치-마루-큐’로 읽어야 한다.

## 개요

### 시부야 109
TMD의 전신인 도큐 상업 개발이 계획해 1979년 4월 28일에 지상 8층, 지하 2층의 건물로 '패션 커뮤니티 109'라는 이름으로 문을 열었다. 개업 초에는 20대 후반에서 30대 여성까지를 상대로 한 세입자가 모였지만, 그 후 방침을 바꿔 현재 대부분 가게가 10대 후반 ~ 20대 초반 여성을 상대로 한 세입자가 차지하고 있다.
예각의 미를 살린 원주형(실린더형) 설계는 포스트모던 건축으로 유명한 다케야마 미노루(竹山実)가 담당. 알루미늄 패널로 덮인 벽면은, 화장품, 휴대전화나 가수 등의 광고를 내걸고 있다. 1987년 10월 30일에는 충견 하치 동상쪽 출구 앞에 지상 7층, 지하 2층의 건물 '109-2'를 열었고, 이에 따라 79년에 열었던 '패션 커뮤니티 109' 건물은 'SHIBUYA 109'로 이름이 바뀌었다.
정면 현관 앞과 도우겐자카(道玄坂)와 접한 점포 앞에 있는 109 스퀘어는, 건물 광고와 연동하거나 또는 단독으로 행사를 진행을하는 공간으로 신제품의 프로모션, 샘플링, 탤런트의 출연 등, 점포의 고객을 상대로 하는 것은 물론 다수 보행자 눈에 잘 띄기 때문에, 주말을 중심으로 선전 매체의 하나로서 이용하고 있다.

### 다른 지점
1985년 9월 21일 이시카와현 가나자와시 고린보에 지상 4층, 지하 3층 건물의 첫 지방 점포 'KOHRINBO 109'를 열었다. 2002년 7월 20일에 도쿄도 마치다시에 지상 5층, 지하 1층 규모의 '109 MACHIDA'를, 2007년 10월 6일 시즈오카현 시즈오카시 '시즈오카 덴마초 재개발 빌딩'의 상업층을 임차해 'SHIZUOKA 109'를 열어 운영하고 있다.